# كريل مترابط
ايفوزي مترابط أو كريل مترابط (الاسم العلمي:Stylocheiron affine) هو نوع من الحيوانات البحرية يتبع جنس ايفوزي قلمي اليد من فصيلة الايفوزية.